# Договор о дружбе, добрососедстве и сотрудничестве между Российской Федерацией и КНДР
Договор о дружбе, добрососедстве и сотрудничестве между Российской Федерацией и КНДР (кор. 로씨야연방과 조선민주주의인민공화국 사이의 우호, 선린 및 협력에 관한 조약) — договор между Российской Федерацией и Корейской Народно-Демократической Республикой, действовавший в 2000—2024 годах, в котором закреплялся принцип взаимного уважения государственного суверенитета, невмешательства во внутренние дела, взаимной выгоды, территориальной целостности и других общепризнанных принципах международного права.
Договор был подписан лидером КНДР Ким Чен Иром и президентом России Владимиром Путиным 9 февраля 2000 года в ходе государственного визита последнего в Пхеньян. Госдума ратифицировала договор 19 июля 2000 года, одобрен Советом Федерации — 26 июля 2000 года. Обмен грамотами о ратификации Договора состоялся в Москве 5 августа 2000 года, с этого дня он вступил в силу.

## Предыстория
В 1961 году был подписан первый договор о сотрудничестве СССР и КНДР, предусматривающий военное вмешательство СССР в случае нападения на Северную Корею. Договор 2000 года имеет более слабые гарантии безопасности для обеих стран, чем заключённый в 1961.

## Содержание
Согласно договору, обе страны гарантируют гражданам другой страны право пользоваться достижениями своей культуры и родным языком.
КНДР и Россия будут углублять связи между парламентами, другими органами государственной власти и общественными организациями, а также будут осуществлять отвечающее обоюдным интересам сотрудничество в области обороны и безопасности, науки и образования, культуры и здравоохранения, социального обеспечения, права, охраны окружающей среды, туризма, физической культуры и в других сферах.
В случае возникновения опасности агрессии в отношений одной из стран или ситуации, угрожающей миру и безопасности, а также в случае необходимости консультаций и взаимодействия стороны незамедлительно вступят в контакт друг с другом.
КНДР и Россия признают, что скорейшая ликвидация раскола Кореи, который является постоянным фактором международной напряжённости, и её объединение на основе принципов самостоятельности, мирного воссоединения и национальной консолидации всецело отвечают национальным интересам всего корейского народа и послужат вкладом в дело мира и безопасности в Азии во всём мире.
В соответствии со статьёй 3 договора, стороны обязуются воздержаться от заключения договоров и соглашений с третьими странами, участия в каких-либо действиях или мероприятиях, направленных против суверенитета, независимости и территориальной целостности против другой страны.
Согласно статье 12 договора он был заключён сроком на десять лет и будет автоматически продлеваться на последующие пятилетние периоды. Прекращение договора возможно путём соответствующего заявления одной из сторон не менее чем за двенадцать месяцев до окончания очередного периода.

## Прекращение действия
18 июня 2024 года состоялся второй визит Владимира Путина в КНДР с 2000 года. В составе российской делегации Владимира Путина сопровождали первый вице-премьер Денис Мантуров, вице-премьер Александр Новак, министр обороны Андрей Белоусов, министр иностранных дел Сергей Лавров. Переговоры главы РФ и лидера КНДР проходили в резиденции «Кымсусан» и длились более 10 часов.
По итогам переговоров был подписан «Договор о всеобъемлющем стратегическом партнёрстве двух стран». Согласно заявлению Владимира Путина, документ не исключает развития военно-технического сотрудничества с Северной Кореей и предусматривает оказание взаимной помощи в случае агрессии против одного из участников соглашения. Глава КНДР Ким Чен Ын назвал подписанный в ходе визита договор миролюбивым, носящим исключительно оборонительный характер.
По сообщениям северокорейских СМИ, в случае войны обе стороны должны использовать все доступные средства для помощи союзнику. В документе говорится, что действия стран должны соответствовать законам как России, так и Кореи, а также 51 статье Устава ООН. По оценкам Чон Сончжана, аналитика Института Седжона (Южная Корея), Российская Федерация и КНДР воссоздали военный союз периода Холодной войны.
Договор также предусматривает развитие экономических связей между странами.
Президент России назвал договор прорывным, позволяющим поднять сотрудничество двух стран на новый уровень.
14 октября 2024 года Договор был внесён на ратификацию в Государственную думу РФ и одобрен 24 октября. 6 ноября документ ратифицировал Совет Федерации, 9 ноября — президент РФ Владимир Путин. 12 ноября указом Ким Чен Ына документ был утверждён. 4 декабря 2024 года договор официально прекратил своё действие, затем 5 декабря 2024 года после обмена ратификационными грамотами новый договор вступил в силу.